# Antonio Bertola (ciclista)
Antonio Bertola (Sossano, 25 gennaio 1914 – Buenos Aires, 21 giugno 1967) è stato un ciclista su strada e pistard italiano.
Professionista dal 1935 al 1949, fu il primo italiano a salire sul podio della Vuelta a España nella seconda edizione del 1936.
Ha chiuso la carriera in Argentina, dove si è trasferito una volta ritiratosi dall'attività agonistica e dove è deceduto nel 1967 all'età di 53 anni.

## Palmarès

### Strada
- 1935

8ª tappa Grand Prix de Bone
11ª tappa Grand Prix de Bone
12ª tappa Grand Prix de Bone
Classifica generale Grand Prix de Bone
- 1936 (due vittorie)

8ª tappa Vuelta a España (Alicante > Valencia)
20ª tappa Vuelta a España (Verín > Zamora)
- 1937 (Terrot, una vittoria)

8ª tappa Tour du Maroc (Tadia > Kénifra)
- 1939 (Terrot, tre vittorie)

1ª tappa Circuit des villes d'eaux d'Auvergne (Clermont-Ferrand > Clermont-Ferrand)
Classifica generale Circuit des villes d'eaux d'Auvergne
3ª tappa Tour du Sud-Est (Cannes > Draguignan)
- 1941 (una vittoria)

Campionati argentini, Prova in linea
- 1943 (una vittoria)

Campionati argentini, Prova in linea

#### Altri successi
- 1938 (Adler)

Critérium cycliste international de Quillan
- 1941

Rosario-Santa Fé
- 1942

20h Santiago de Chili (con Raffaele Di Paco)
- 1943

Rosario-Santa Fé

### Pista
- 1942

Sei giorni di Buenos Aires (con Fernand Wambst)
- 1947

Sei giorni di Buenos Aires (con Alvaro Giorgetti)
- 1948

Sei giorni di Buenos Aires (con Ángel Castellani)

## Piazzamenti

### Grandi giri
- Giro d'Italia

1937: 37º
- Vuelta a España

1936: 3º

### Classiche monumento
- Milano-Sanremo

1937: 56º